# Colwyn Bay

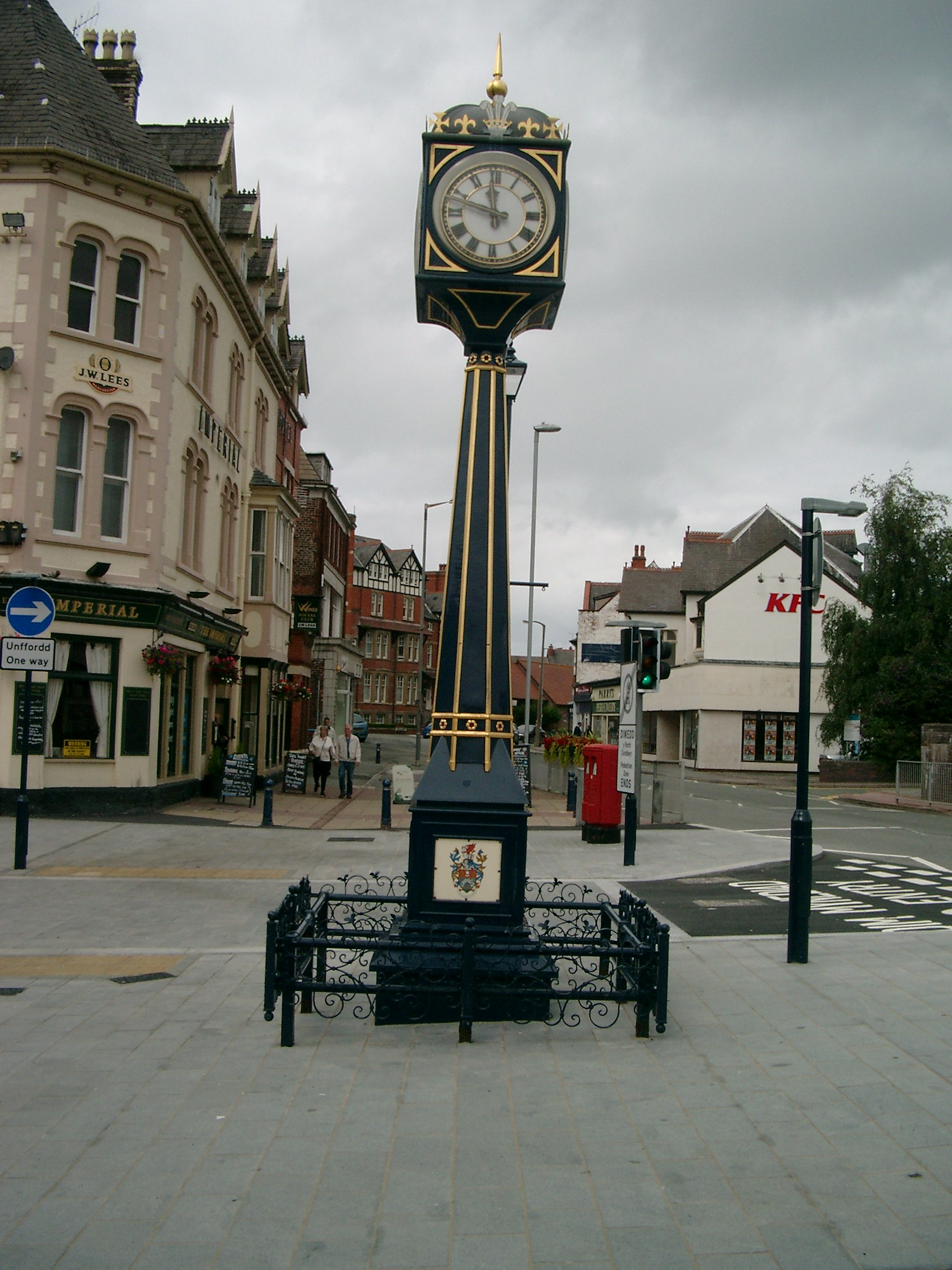
Colwyn Bay (Galles): orologio nel centro cittadino

Colwyn Bay (in gallese: Bae Colwyn; 9.800 ab. ca.) è una località balneare del Galles settentrionale, affacciata sulla Baia di Liverpool (Mare d'Irlanda) ed appartenente alla contea di Conwy, di cui rappresenta uno dei centri principali.

## Geografia fisica

### Collocazione
Colwyn Bay è situata al centro della costa settentrionale del Galles e si trova a ca. 13 km a sud-est di Llandudno e a circa 9 km a sud di Conwy.

## Società

### Evoluzione demografica
Al censimento del 2001, la popolazione era di 9.742 abitanti.

## Luoghi d'interesse
- Victoria Pier, il molo risalente al 1899[3]
- Welsh Mountain Zoo
- Eirias Park o Parc Eirias

## Amministrazione

### Gemellaggi
- Roissy-en-Brie, Francia

## Galleria d'immagini

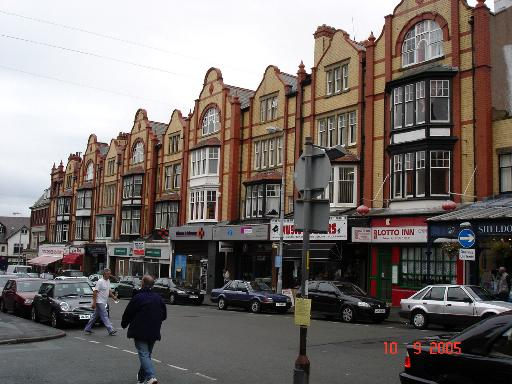
Penrhyn Road nel centro di Colwyn Bay
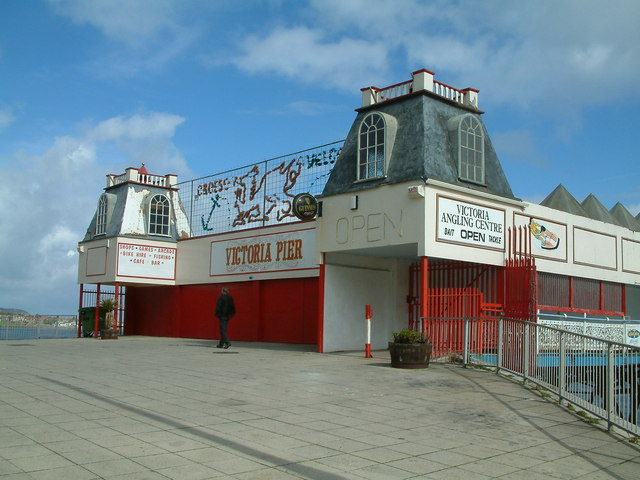
Colwyn Bay - Il Victoria Pier
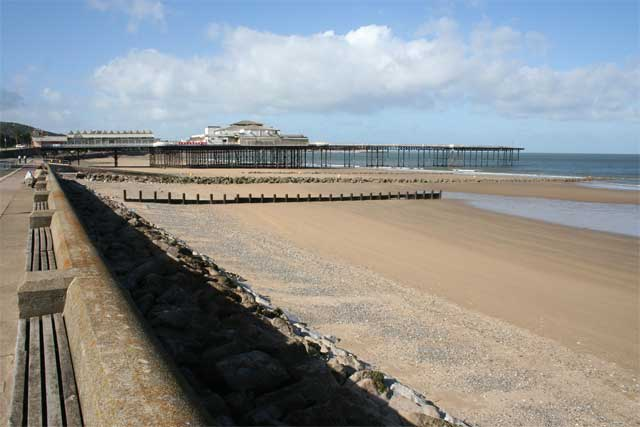
La spiaggia e il molo di Colwyn Bay
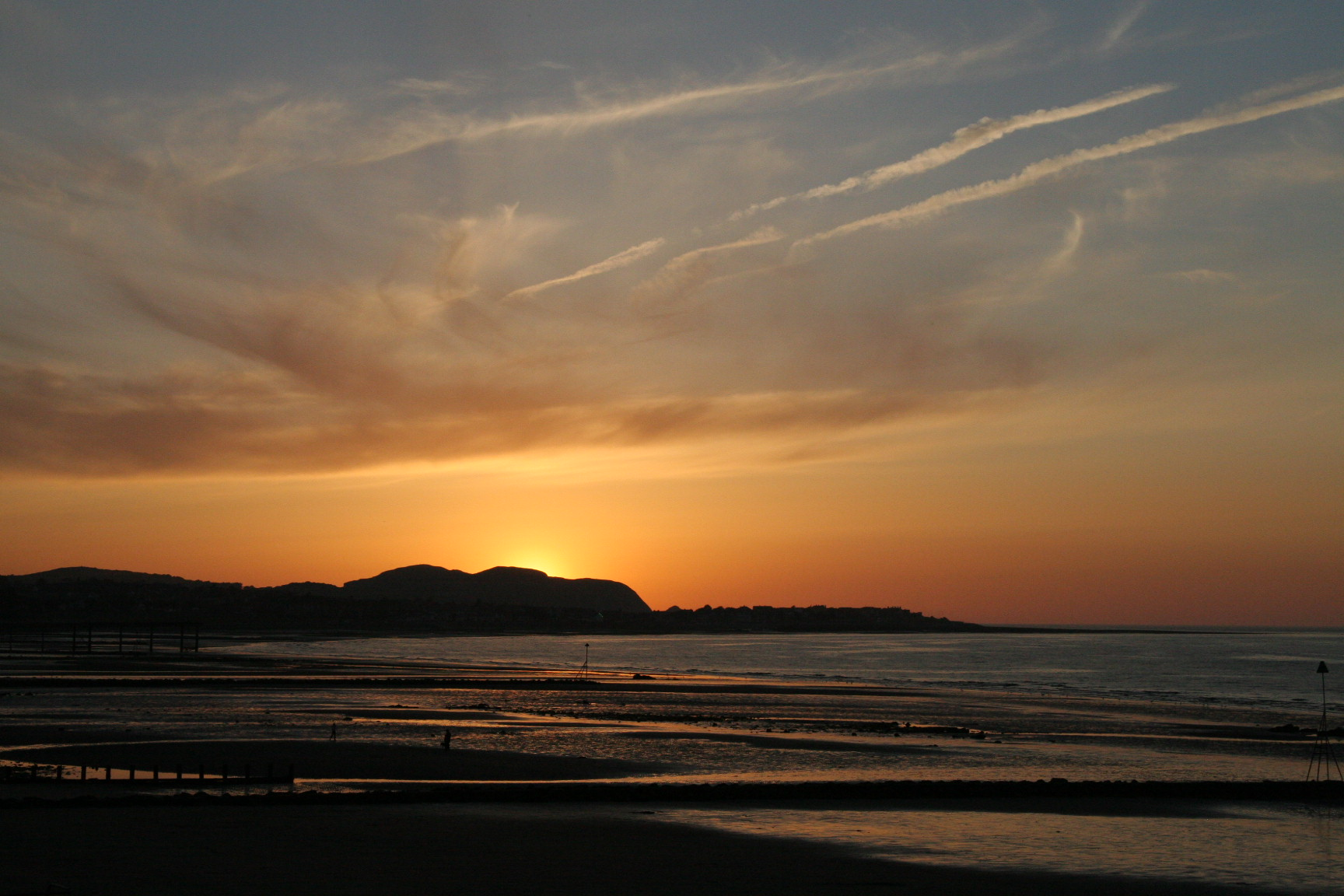
Tramonto sulla baia di Colywn, Galles